# 태양경

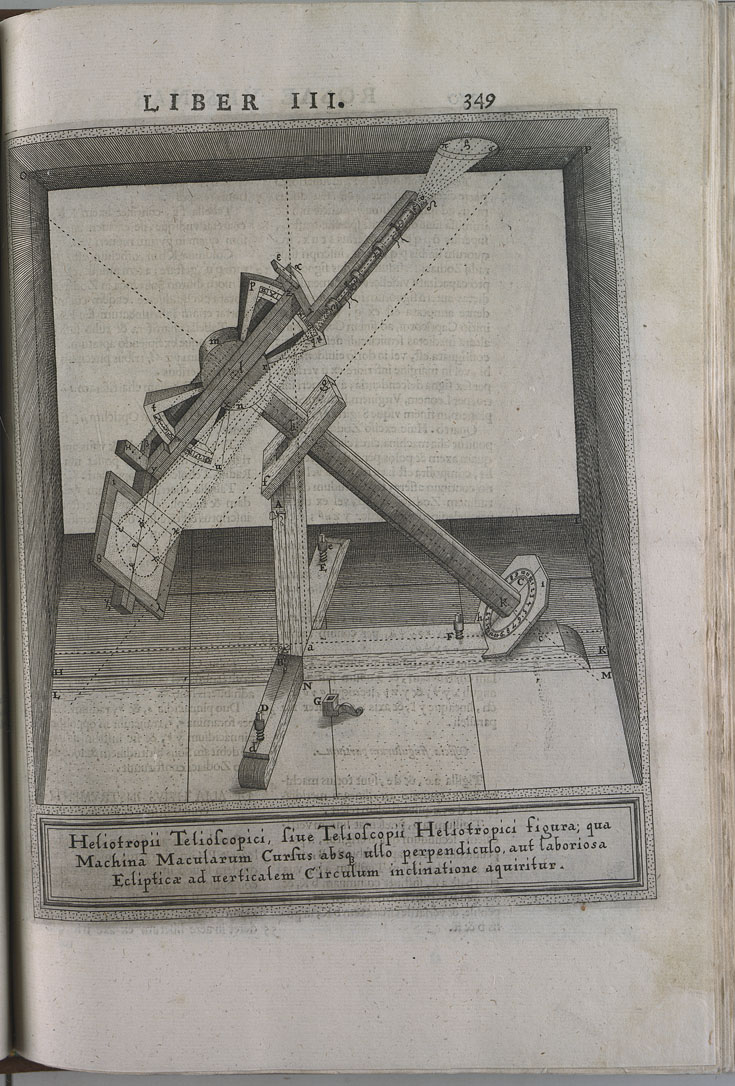
크리스토프 샤이너의 태양경

태양경(太陽鏡, helioscpe 헬리오스코프[*])은 태양과 태양흑점을 관측하기 위한 도구다. 베네데토 카스텔리(1578년-1643년)가 발명하여 갈릴레오 갈릴레이(1564년-1642년)가 개량했다.

## 같이 보기
- 태양 망원경
- 태양의